# Belton, Texas
Belton är en stad i den amerikanska delstaten Texas med en yta av 34,1 km² och en folkmängd som uppgår till 14 623 invånare (2000). Belton är administrativ huvudort i Bell County.